# Herméville-en-Woëvre
Herméville-en-Woëvre est une commune française située dans le département de la Meuse, en région Grand Est.

## Géographie

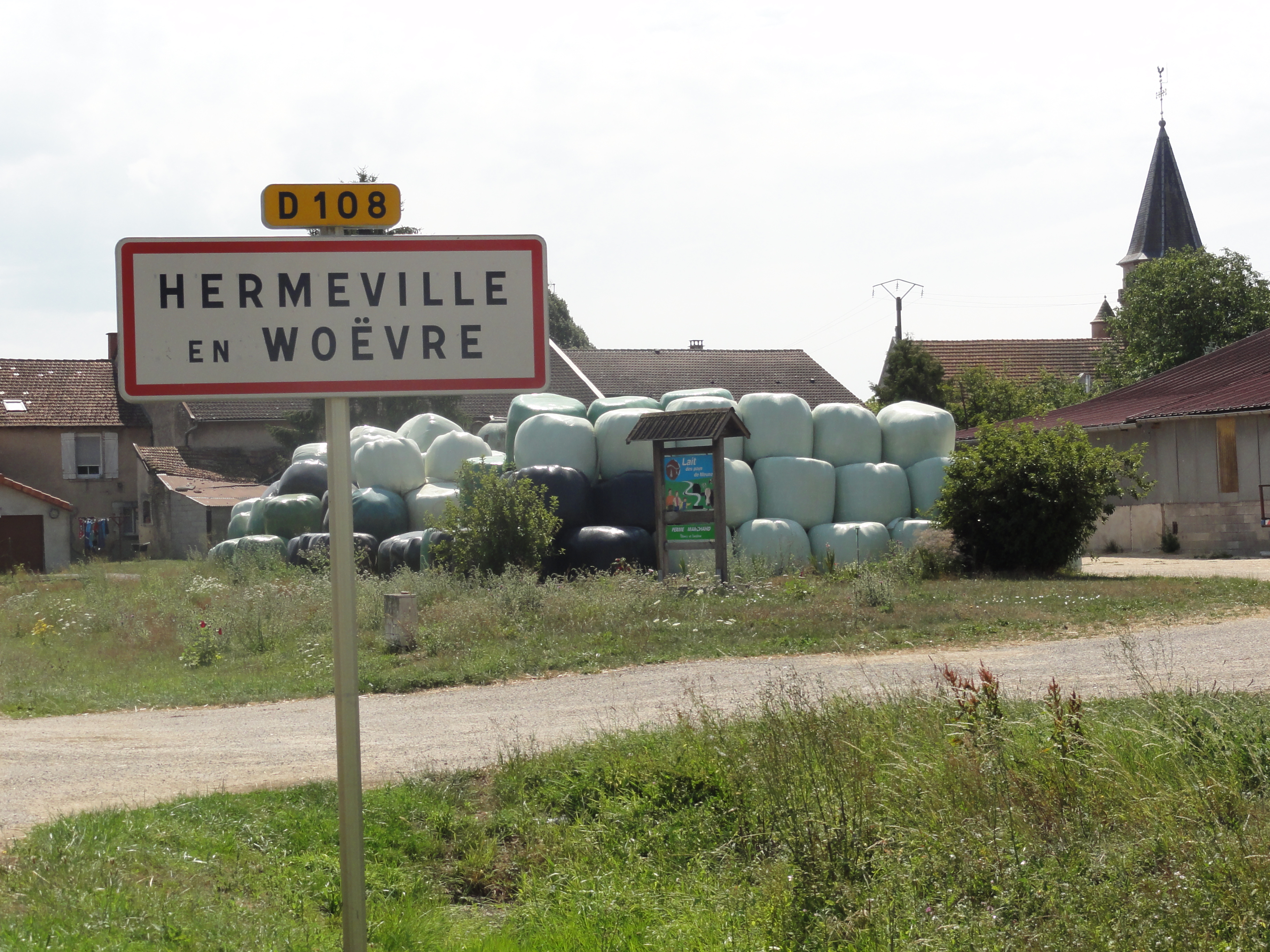
Entrée d'Herméville-en-Woëvre.

| Fromezey              | Fromezey              | Warcq   |
| Grimaucourt-en-Woëvre | Herméville-en-Woëvre  | Braquis |
| Grimaucourt-en-Woëvre | Grimaucourt-en-Woëvre | Braquis |

### Hydrographie

#### Réseau hydrographique
La commune est dans le bassin versant du Rhin au sein du bassin Rhin-Meuse. Elle est drainée par le ruisseau d'Eix, le ruisseau de Viaunoue, le ruisseau du Cul des Noues, le ruisseau de Launay et le ruisseau du Ruet,.
Le ruisseau d'Eix, d'une longueur de 15 km, prend sa source dans la commune de Eix et se jette  dans l'Orne à Warcq, après avoir traversé six communes. 

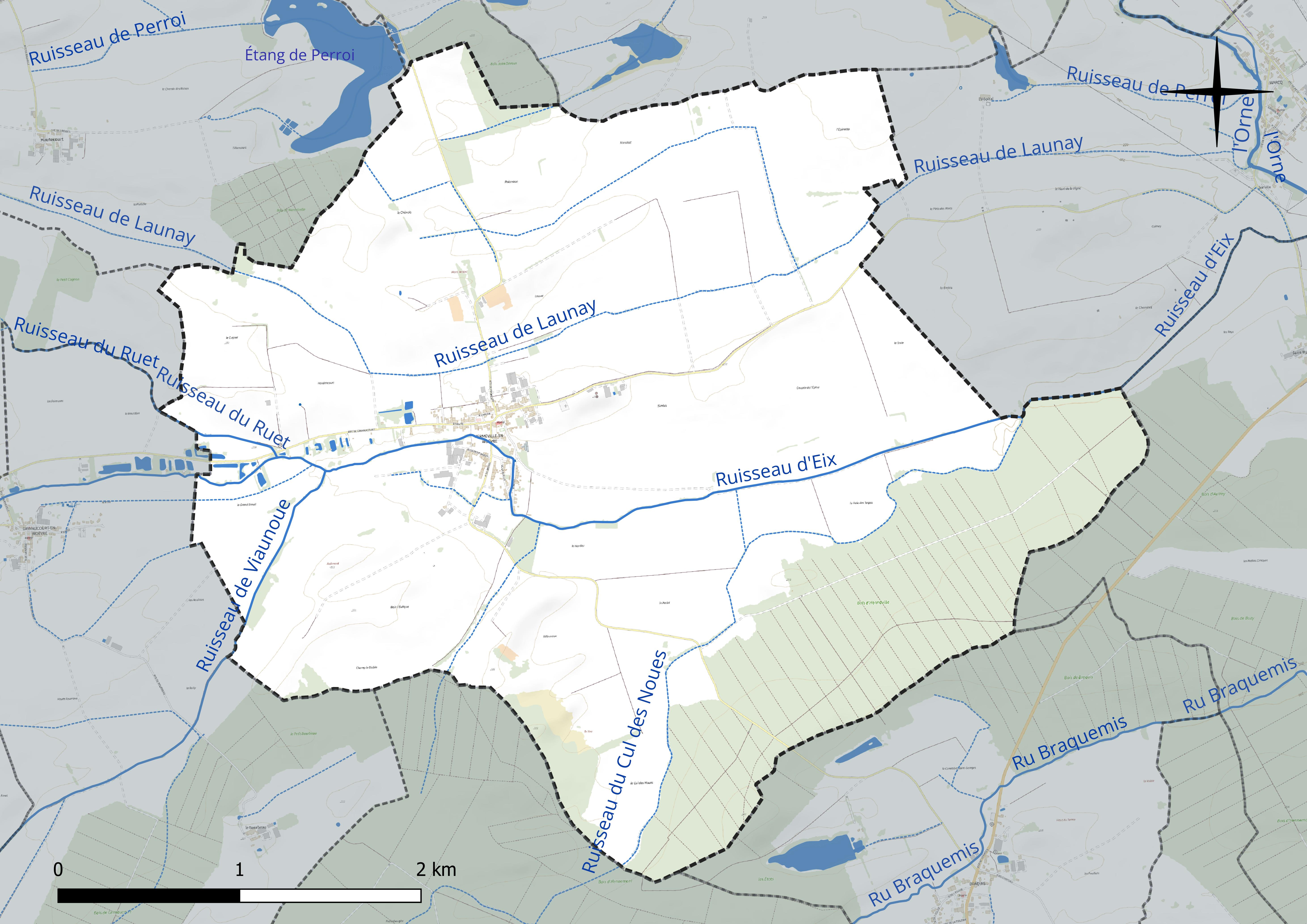
Réseau hydrographique d'Herméville-en-Woëvre.

#### Gestion et qualité des eaux
Le territoire communal est couvert par le schéma d'aménagement et de gestion des eaux (SAGE) « Bassin ferrifère ». Ce document de planification concerne le périmètre des anciennes galeries des mines de fer, des aquifères et des bassins versants hydrographiques associés qui s’étend sur 2 418 km2. Les bassins versants concernés sont celui de la Chiers en amont de la confluence avec l'Othain, et ses affluents (la Crusnes, la Pienne, l'Othain), celui de l'Orne et ses affluents et celui de la Fensch, le Veymerange, la Kiesel et les parties françaises du bassin versant de l'Alzette et de ses affluents (Kaylbach, ruisseau de Volmerange). Il a été approuvé le 27 mars 2015. La structure porteuse de l'élaboration et de la mise en œuvre est la région Grand Est. 
La qualité des cours d’eau peut être consultée sur un site dédié géré par les agences de l’eau et l’Agence française pour la biodiversité. 

### Climat
Pour des articles plus généraux, voir Climat du Grand Est et Climat de la Meuse.
En 2010, le climat de la commune est de type climat des marges montargnardes, selon une étude du Centre national de la recherche scientifique s'appuyant sur une série de données couvrant la période 1971-2000. En 2020, Météo-France publie une typologie des climats de la France métropolitaine dans laquelle la commune est exposée à un climat océanique altéré et est dans la région climatique  Lorraine, plateau de Langres, Morvan, caractérisée par un hiver rude (1,5 °C), des vents modérés et des brouillards fréquents en automne et hiver. 
Pour la période 1971-2000, la température annuelle moyenne est de 9,6 °C, avec une amplitude thermique annuelle de 16,2 °C. Le cumul annuel moyen de précipitations est de 900 mm, avec 13,3 jours de précipitations en janvier et 9,4 jours en juillet. Pour la période 1991-2020, la température moyenne annuelle observée sur la station météorologique de Météo-France la plus proche, « Rouvres-en-woevre », sur la commune de Rouvres-en-Woëvre à 8 km à vol d'oiseau, est de 10,8 °C et le cumul annuel moyen de précipitations est de 668,3 mm. 
La température maximale relevée sur cette station est de 40,2 °C, atteinte le 24 juillet 2019 ; la température minimale est de −15,4 °C, atteinte le 7 février 2012,,. 
Les paramètres climatiques de la commune ont été estimés pour le milieu du siècle (2041-2070) selon différents scénarios d'émission de gaz à effet de serre à partir des nouvelles projections climatiques de référence DRIAS-2020. Ils sont consultables sur un site dédié publié par Météo-France en novembre 2022.

## Urbanisme

### Typologie
Au 1er janvier 2024, Herméville-en-Woëvre est catégorisée commune rurale à habitat dispersé, selon la nouvelle grille communale de densité à sept niveaux définie par l'Insee en 2022.
Elle est située hors unité urbaine. Par ailleurs la commune fait partie de l'aire d'attraction de Verdun, dont elle est une commune de la couronne,. Cette aire, qui regroupe 103 communes, est catégorisée dans les aires de moins de 50 000 habitants,.

### Occupation des sols
L'occupation des sols de la commune, telle qu'elle ressort de la base de données européenne d’occupation biophysique des sols Corine Land Cover (CLC), est marquée par l'importance des territoires agricoles (78,3 % en 2018), en diminution par rapport à 1990 (79,7 %). La répartition détaillée en 2018 est la suivante : 
terres arables (59,9 %), forêts (19,1 %), prairies (18,4 %), zones urbanisées (2,6 %). L'évolution de l’occupation des sols de la commune et de ses infrastructures peut être observée sur les différentes représentations cartographiques du territoire : la carte de Cassini (XVIIIe siècle), la carte d'état-major (1820-1866) et les cartes ou photos aériennes de l'IGN pour la période actuelle (1950 à aujourd'hui).

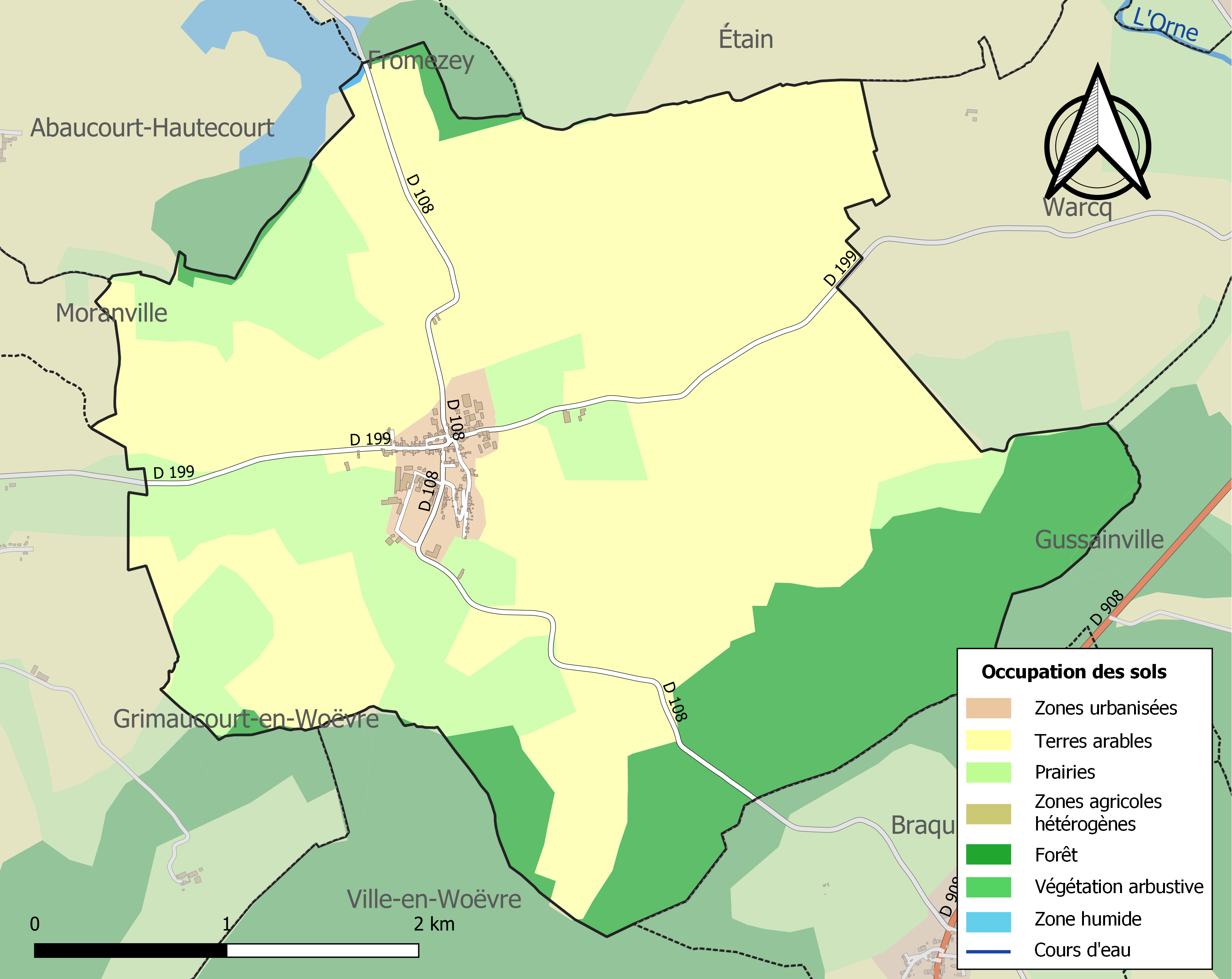
Carte des infrastructures et de l'occupation des sols de la commune en 2018 (CLC).

## Toponymie
Le nom de la localité est attesté sous les formes Herminvilla (707) ; Harmeville (1189) ; Harmevilla (1215) ; Hermeville (1450) ; Hermeti-villa (1642) ; Hermevilla (1738). Par arrêté préfectoral du 24.02.1922 , Herméville prend le nom de Herméville-en-Woëvre ( J.O., 1922, 3, 2622 ).
Il s'agit d'une formation toponymique médiévale en -ville au sens de « domaine rural ». Il est précédé d'un anthroponyme selon le cas général,.
Albert Dauzat explique le premier élément Hermé- par le nom de personne germanique Hirmino, tandis qu'Ernest Nègre nous livre la version Hermino, identifié par Marie-Thérèse Morlet.
La Woëvre est une région naturelle du nord-est de la France, située dans la région Lorraine, essentiellement dans le département de la Meuse et pour une plus faible partie en Meurthe-et-Moselle voire dans le département des Vosges.

## Histoire
Première guerre mondiale
Herméville se situe sur la zone des combats de la Première Guerre mondiale.
De 1914 à 1916, le secteur est globalement tenu par les troupes françaises. En effet, consécutivement à la bataille des frontières et au retrait des troupes françaises au pied des Côtes de Meuse, le terrain est abandonné à l'avance des troupes Allemandes. 
Néanmoins, les troupes françaises effectuent des patrouilles pour sonder la progression allemande.
Le village est alors régulièrement sillonné par les patrouilles des 2 belligérants.
Les Allemands décident de transformer le clocher du Village en poste observatoire qui ne sera occupé que la journée.
Les troupes françaises, notamment un détachement du 5ème RAP (Régiment d'Artillerie à Pied) en poste au fort de Moulainville, viendront détruire le clocher grâce à des pétards de démolition et d'un obus de 155 prélevé sur l'allocation des obus du fort.
Le clocher est coupé en deux par l'explosion.
En décembre 1914, une offensive française partant du pied des Côtes de Meuse sera chargé de contre-attaquer en direction de Herméville. Cette offensive est un échec, le terrain conquis, outre celui non occupé par les troupes allemandes, est minime. Les villages d'Herméville et de Braquis ainsi que les bois d'Herméville, Autrey, Buzy et Hennemont reviennent dans le giron français.
Ce secteur restera relativement calme jusqu’à l'offensive allemande du 21 février 1916.
Néanmoins, afin de gêner la progression allemande et l'acheminement de leur logistique par trains, l’État-major décide de l'installation d'un canon de Marine dans les bois de la commune qui effectuera notamment des tirs sur la gare de Baroncourt.
Le 22 février 1916, les troupes françaises se replient et sabordent le matériel, dont le canon qui ne peut être évacué. Il sera ensuite démonté et ferraillé par les troupes allemandes.
De 1916 à 1918, le village sera ruiné par les bombardements successifs et ne sera libéré qu'au moment de l'armistice de 1918. 
Pour ces faits, le village sera décoré de la Croix de Guerre.
Des travaux entrepris en 2010 permettent de localiser précisément et de dégager la casemate où était installé le canon. 
Le site est ensuite progressivement remis en valeur par la mise à disposition gracieuse du le Ministère des Armées d'un canon du même modèle que celui mis en place.
Depuis 2015, un parcours balisé et documenté dans le bois communal propose la visite gratuite et libre d'accès de ce site.
Blason
En 2017, la commune de Herméville entrepris de faire son blason auprès du Conseil Français de l’Héraldique. Tous les différents éléments connus de l’histoire de Herméville furent fournis afin de retracer au mieux l’histoire du village.
Le Conseil Français de l’Héraldique élabora un simple blason à enquerre représentant le domaine de la commune avec cette description : « de sable à la chaine rompue d’or mise en bande, accompagnée en chef d’un soulier vêtu d’une guêtre d’argent, et en pointe d’une tortue du même 
Soutien : Un canon et une ancre de marine d’or passée en sautoir sous l’écu (Attention, le visuel de blason présenté ci-dessous n'est pas celui retenu)
Décoration : croix de guerre 14/18 »
Ces armoiries furent adoptées par le conseil municipal le 17 octobre 2017.

## Politique et administration
| Période                                  | Période     | Identité                                | Étiquette | Qualité |
| ---------------------------------------- | ----------- | --------------------------------------- | --------- | ------- |
| Les données manquantes sont à compléter. |             |                                         |           |         |
|                                          | avt 01/1817 | Charles Télesphor Galouzeau de Villepin |           |         |
|                                          |             |                                         |           |         |
| mars 2001                                | mai 2020    | Bernard Robert                          |           |         |
| mai 2020                                 | En cours    | Évelyne Valencin                        |           |         |

## Population et société

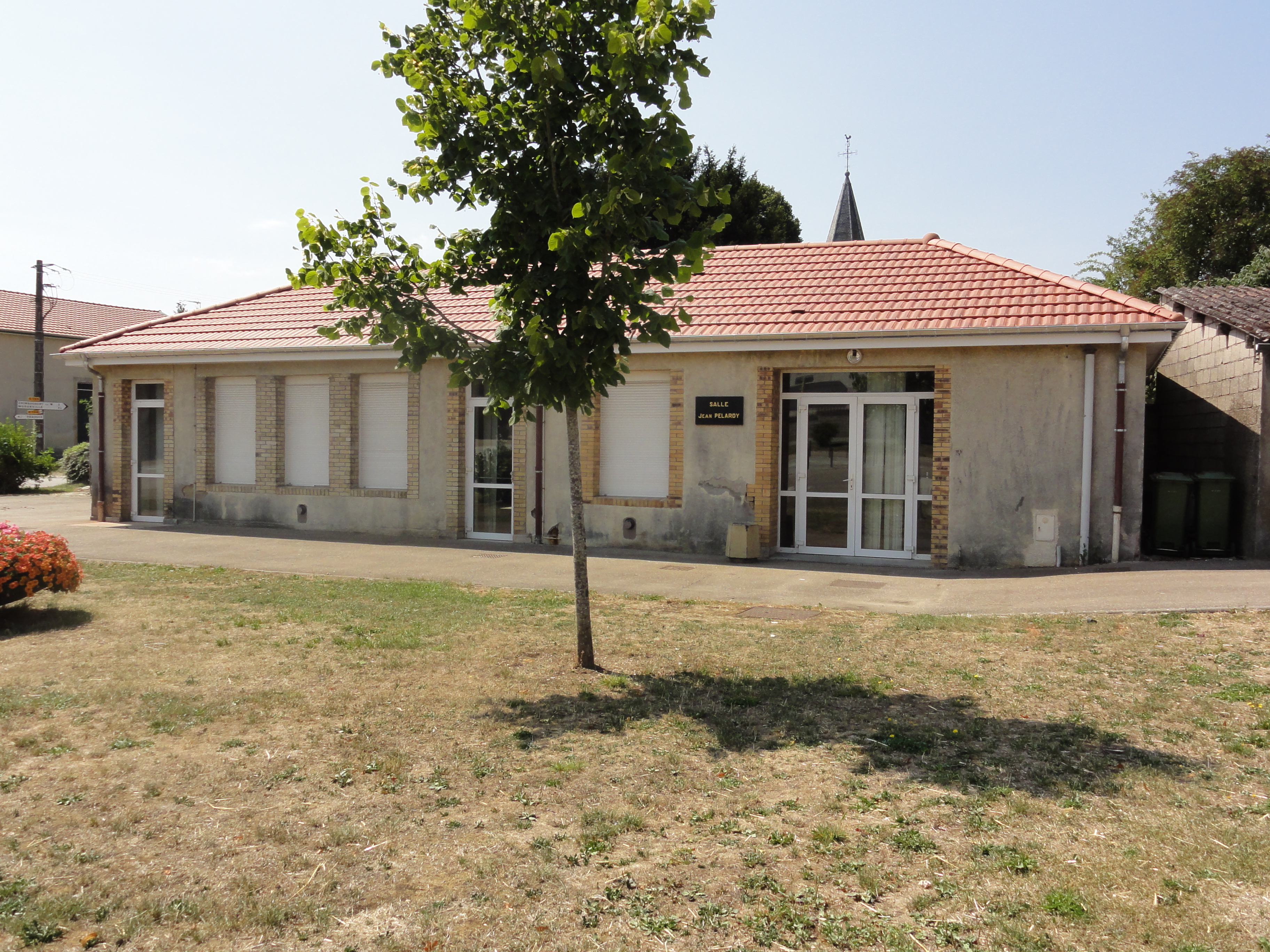
Salle polyvalente Jean Pelardy.

### Démographie
L'évolution du nombre d'habitants est connue à travers les recensements de la population effectués dans la commune depuis 1793. Pour les communes de moins de 10 000 habitants, une enquête de recensement portant sur toute la population est réalisée tous les cinq ans, les populations de référence des années intermédiaires étant quant à elles estimées par interpolation ou extrapolation. Pour la commune, le premier recensement exhaustif entrant dans le cadre du nouveau dispositif a été réalisé en 2005.

En 2022, la commune comptait 221 habitants, en évolution de −7,92 % par rapport à 2016 (Meuse : −4,4 %, France hors Mayotte : +2,11 %).
| 1793 | 1800 | 1806 | 1821 | 1831 | 1836 | 1841 | 1846 | 1851 |
| ---- | ---- | ---- | ---- | ---- | ---- | ---- | ---- | ---- |
| 616  | 732  | 775  | 742  | 872  | 817  | 814  | 795  | 764  |

| 1856 | 1861 | 1866 | 1872 | 1876 | 1881 | 1886 | 1891 | 1896 |
| ---- | ---- | ---- | ---- | ---- | ---- | ---- | ---- | ---- |
| 688  | 736  | 742  | 716  | 728  | 700  | 665  | 646  | 639  |

| 1901 | 1906 | 1911 | 1921 | 1926 | 1931 | 1936 | 1946 | 1954 |
| ---- | ---- | ---- | ---- | ---- | ---- | ---- | ---- | ---- |
| 621  | 570  | 535  | 239  | 334  | 316  | 317  | 297  | 343  |

| 1962 | 1968 | 1975 | 1982 | 1990 | 1999 | 2005 | 2006 | 2010 |
| ---- | ---- | ---- | ---- | ---- | ---- | ---- | ---- | ---- |
| 339  | 342  | 307  | 287  | 236  | 231  | 248  | 247  | 236  |

| 2015 | 2020 | 2022 | - | - | - | - | - | - |
| ---- | ---- | ---- | - | - | - | - | - | - |
| 240  | 228  | 221  | - | - | - | - | - | - |

## Culture locale et patrimoine

### Lieux et monuments
- L'église de l'Invention-de-Saint-Étienne, construite en 1777, reconstruite en 1925.
- La statue Notre-Dame-de-la-Délivrance devant l'église.
- Calvaire.
- Monument aux morts.
- Canon de 138 mm modèle 1910 exposé depuis 2012[25].

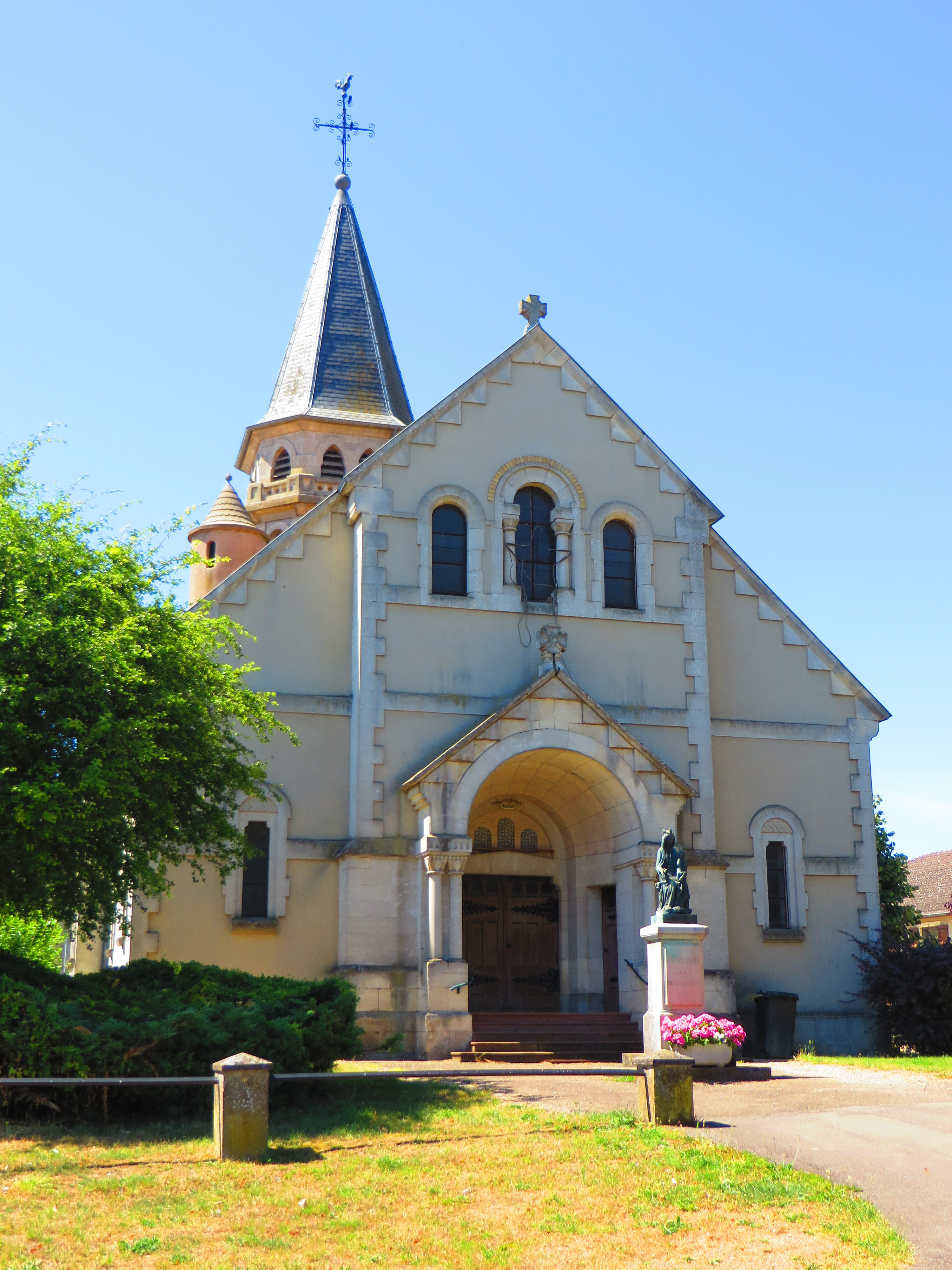
L'église de l'Invention-de-Saint-Étienne.
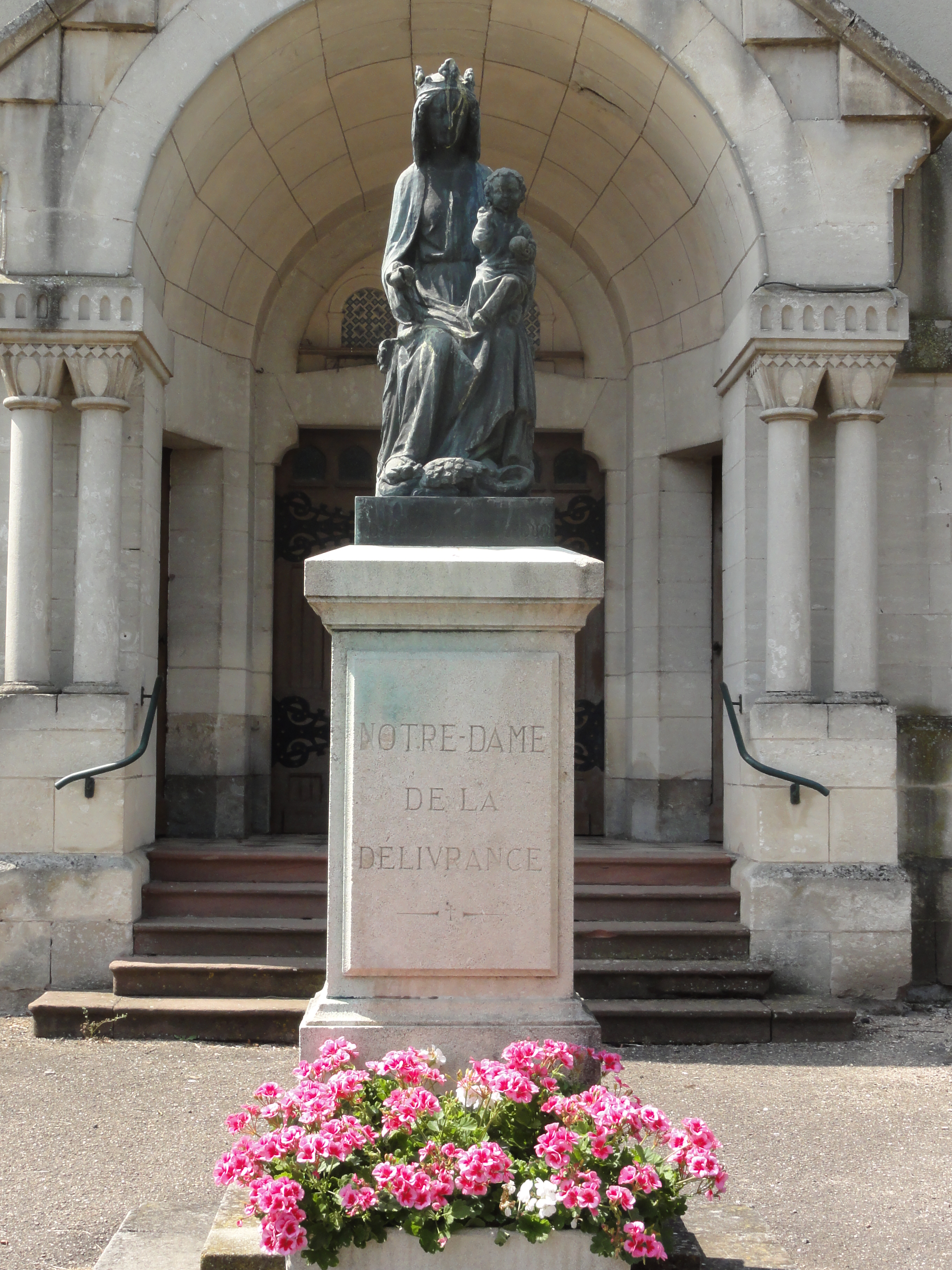
Statue N.D. de la délivrance.
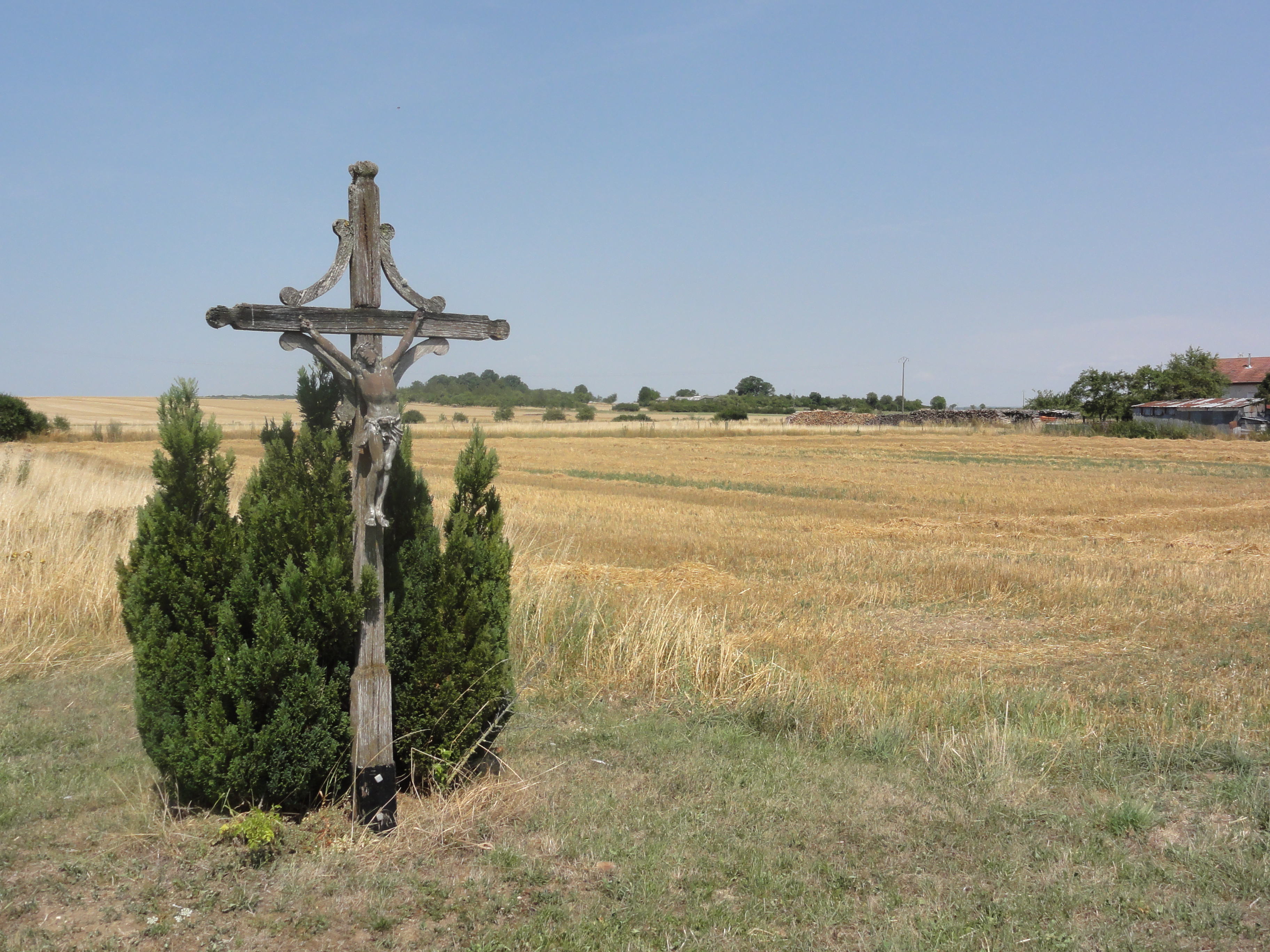
Calvaire.
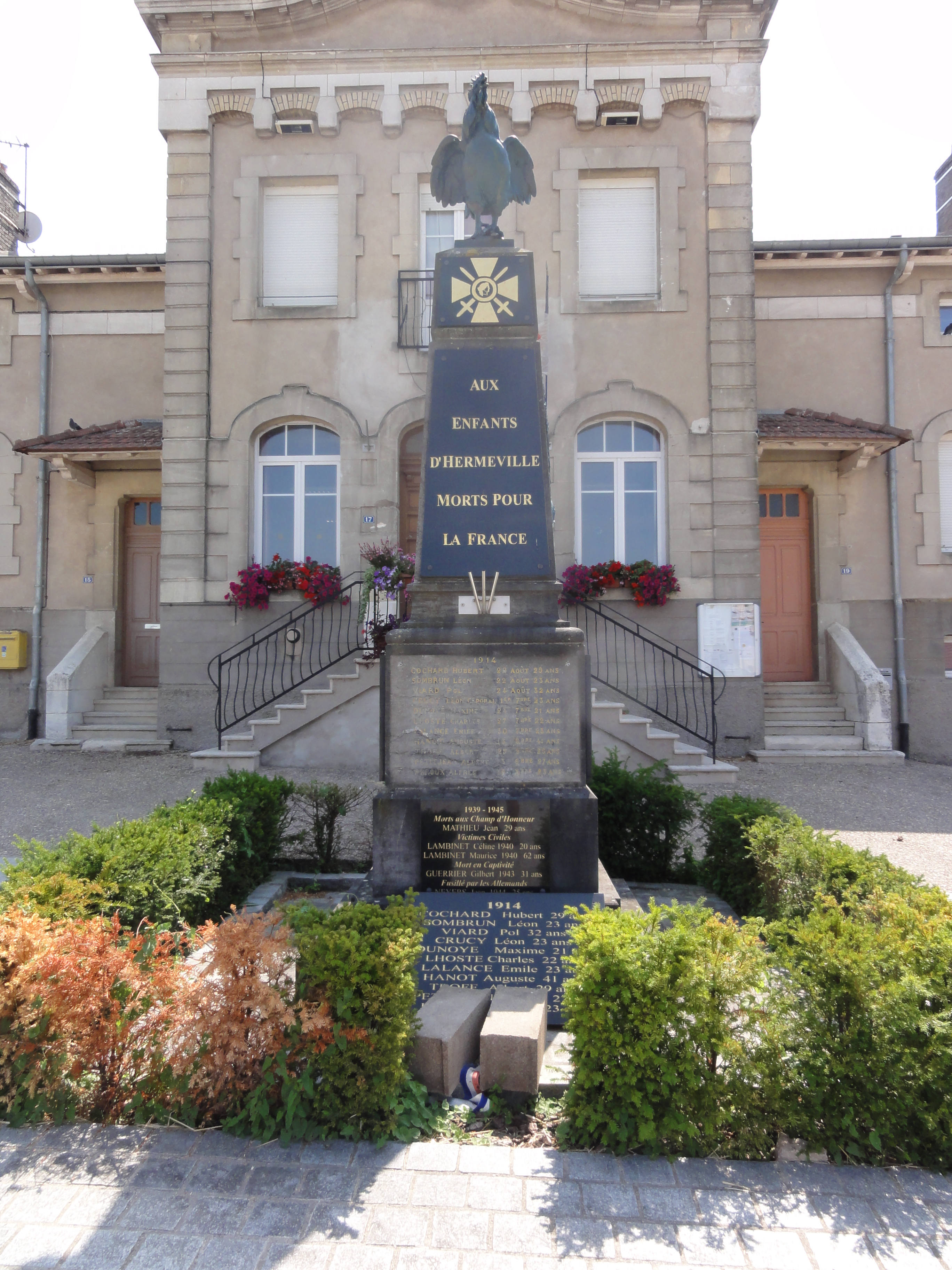
Monument aux morts.

### Personnalités liées à la commune
- Ignace Philbert (1602-1667), bénédictin, abbé de Saint-Denis et de Saint-Germain-des-Prés, auteur de plusieurs ouvrages sur l'histoire des bénédictins.

### Héraldique, logotype et devise
http://conseil-francais-d-heraldique.com/heraldique-armorial-armoiries.php?ID=947

Attention, le visuel de blason ci dessous visible n'est pas le modèle retenu
| Blason de Herméville-en-Woëvre | Blason  | De sable à la chaîne rompue d'or posée en bande, accompagnée en chef d'un soulier vêtu d’une guêtre d'argent, et en pointe d'une tortue du même. |
| Blason de Herméville-en-Woëvre | Détails | Création Dominique Larcher. Adopté le 17 octobre 2017.                                                                                           |